# Nové náměstí
Nové náměstí je náměstí v Praze, v obvodu a městské části Praha 22 a ve čtvrti Uhříněves. Na náměstí jsou nové budovy, ve kterých jsou v dolní části obchody a v horní obytné byty. Na náměstí se také nachází budovy městské policie a radnice. Je zde též parkoviště, v němž je vydlážděný ostrůvek osázený stromky.